# Schouwburgplein
La Schouwburgplein  está situada en el corazón de la ciudad de Róterdam, en los Países Bajos que está flanqueada por el Teatro Municipal, sala de conciertos, la estación central, restaurantes y centros comerciales. Como un espacio abierto, interactivo, la plaza del teatro de 12.250 metros cuadrados fue diseñada por West 8, una firma de arquitectura del paisaje fundada por Adriaan Geuze. El diseño hace hincapié en la importancia de un vacío, lo que abre un panorama hacia el horizonte de la ciudad. Fue abierta al público en 1996. El diseño de la plaza se basa en el uso previsto en los diferentes momentos del día y su relación con el sol.